# Грејди Хендрикс
Грејди Хендрикс (енгл. Grady Hendrix) је амерички књижевник и новинар који се прославио романом Хорор радња (Horrorstör)  из 2014. године. На српски је преведен  његов хорор роман Последње преживеле, који говори о групи жена које су преживеле нападе серијских убица, и које неко почиње поново да прогони. Роман Истеривање ђавола из моје најбоље другарице је екранизован као филм.

## Биографија
Пореклом је из Чарлстона, и радио је као библиотекар пре него што се посветио писању. Као новинар писао је за Њујорк пост и Њујорк сан као филмски критичар.

## Дела
- Хорор радња (Horrorstör) 2014.
- Истеривање ђавола из моје најбоље другарице (My Best Friend's Exorcism) 2016.[5]
- Продали смо наше душе (We Sold Our Souls) 2018.
- Водич јужњачког књижевног клуба за убијање вампира (The Southern Book Club's Guide to Slaying Vampires) 2020.[6]
- Последње преживеле (The Final Girl Support Group) 2021.
- Како да продате уклету кућу (How to Sell a Haunted House) 2023.[7]